# La Tentation nihiliste
La Tentation nihiliste est un essai de Roland Jaccard publié aux Presses universitaires de France (PUF) en 1989.
Dans ce très court essai, l'auteur parle de sa vision du nihilisme, citant au passage des écrivains et penseurs comme Thomas Bernhard, Guy de Maupassant, Theodor W. Adorno, Arthur Schopenhauer ou encore Oscar Wilde.

## Citations tirées du livre
- « Le nihilisme commence là où cesse la volonté de se tromper soi-même » (p.27, édition Poche)
- « À l'opposé du romantique toujours pénétré du sentiment que le monde est un tissu de sens cachés, de symboles à déchiffrer et d'indicibles mystères, le nihiliste considère que la vie est courte, brutale, insipide. » (p.65, édition Poche)